# 기오르기 메슈빌디슈빌리
기오르기 메슈빌디슈빌리(아제르바이잔어: Giorgi Meşvildişvili, 조지아어: გიორგი მეშვილდიშვილი, 1992년 5월 13일~)는 조지아와 아제르바이잔의 레슬링 선수이다. 조지아 국가대표 선수로 뛰다가 아제르바이잔으로 귀화했으며 2024년 하계 올림픽에 아제르바이잔 국가대표로 참가하여 자유형 슈퍼헤비급 동메달을 획득했다.